# Дойнангнон
Дойнангнон (тайск. ดอยนางนอน), «Гора Спящей Дамы» — горный хребет тайского высокогорья, находится в провинции Чианграй, Таиланд. Входит в горную систему карстовых образований Северного Таиланда с многочисленными водопадами и пещерами.

## Расположение
Дойнангнон состоит из длинного горного хребта, расположенного на западной стороне шоссе между городом Чианграй и деревней Мэсай. Большая часть хребта находится у деревни Мэсай, простираясь на запад и юго-запад вдоль границы с Мьянмой. Силуэт горного хребта при взгляде с определённых углов имеет форму лежащей женщины с длинными волосами.

## Легенда
В тайском фольклоре существует легенда о том, как возникла эта гора. Когда-то здесь жила прекрасная молодая принцесса, любовник бросил её беременной. Перед уходом он дал ей кольцо и пообещал вернуться. Леди стала ждать, но время шло, а её возлюбленный не возвращался. Однажды женщина решила поискать мужа. Она ушла из дома на его поиски. Женщина с тревогой бродила по полям и лесам окрестностей, но не могла его найти. Однако дама не сдавалась, она все ходила и ходила, пока от усталости не смогла больше ходить.
Тогда женщина поняла, что её возлюбленный бросил её. Она сняла обручальное кольцо и выбросила его. Кольцо упало в Нонгвэн (หนอง แหวน), в районе Мэчан. Молодая женщина была так измотана, что легла на спину, положив голову на гору Дойдун. Глядя на небо, она горько плакала, умирая от отчаяния и разбитого сердца. После её смерти в этом районе вырос до огромных размеров призрак женщины. Он напоминал по очертаниям форму спящей женщины (นาง นอน) с лицом смотрящим вверх. Её живот с не родившимся ребёнком превратился в близлежащую гору Дойдун.

## Туризм
Туристам на гору Дойнангнон лучше всего смотреть с местности Мэчан, района Мэчан. Местные гиды любят шутить, что Дойнангнон станет тогда самой высокой горой в мире, если «дама» встанет на ноги.
В окрестностях горы находятся ряд пещер и водных объектов. Некоторые из них являются туристическими достопримечательностями. Среди них:
- Тхамлуанг — пещера с многочисленными сталактитами и сталагмитами. Боковые ветви этой пещеры расходятся от центральной на несколько километров. Пещера получила известность в июле 2018 г. из-за проведенной в ней спасательной операции.
- Khun Naam Naang Non — естественный водоем, в который вода стекает со скал. Стекающая вода, по преданию, является слезами призрака леди.